# Othmane (artiste)
 (mai 2023).
La mise en forme du texte ne suit pas les recommandations de Wikipédia : il faut le « wikifier ».
Les points d'amélioration suivants sont les cas les plus fréquents :
- Les titres sont pré-formatés par le logiciel. Ils ne sont ni en capitales, ni en gras.
- Le texte ne doit pas être écrit en capitales (les noms de famille non plus), ni en gras, ni en italique, ni en « petit »…
- Le gras n'est utilisé que pour surligner le titre de l'article dans l'introduction, une seule fois.
- L'italique est rarement utilisé : mots en langue étrangère, titres d'œuvres, noms de bateaux, etc.
- Les citations ne sont pas en italique mais en corps de texte normal. Elles sont entourées par des guillemets français : « et ».
- Les listes à puces sont à éviter, des paragraphes rédigés étant largement préférés. Les tableaux sont à réserver à la présentation de données structurées (résultats, etc.).
- Les appels de note de bas de page (petits chiffres en exposant, introduits par l'outil «  Source ») sont à placer entre la fin de phrase et le point final[comme ça].
- Les liens internes (vers d'autres articles de Wikipédia) sont à choisir avec parcimonie. Créez des liens vers des articles approfondissant le sujet. Les termes génériques sans rapport avec le sujet sont à éviter, ainsi que les répétitions de liens vers un même terme.
- Les liens externes sont à placer uniquement dans une section « Liens externes », à la fin de l'article. Ces liens sont à choisir avec parcimonie suivant les règles définies. Si un lien sert de source à l'article, son insertion dans le texte est à faire par les notes de bas de page.
- La présentation des références doit suivre les conventions bibliographiques. Il est recommandé d'utiliser les modèles {{Ouvrage}}, {{Chapitre}}, {{Article}}, {{Lien web}} et/ou {{Bibliographie}}. Le mode d'édition visuel peut mettre en forme automatiquement les références.
- Insérer une infobox (cadre d'informations à droite) n'est pas obligatoire pour parachever la mise en page.

Pour une aide détaillée, merci de consulter Aide:Wikification.
Si vous pensez que ces points ont été résolus, vous pouvez retirer ce bandeau et améliorer la mise en forme d'un autre article.
Pour les articles homonymes, voir Othmane.
Othmane (né le 25 avril 1998 à Pau) est un chanteur, comédien, danseur et mannequin français. En 2022, Othmane partage l’affiche du film musical queer de Marc Martin, Mon CRS, avec Mathis Chevalier. Il y joue le rôle d’une chanteuse de cabaret non binaire et interprète une reprise pop RnB du titre éponyme d’Annie Cordy.
En 2023, Othmane créé Liberté Chérie, la version française de Baraye, chanson en hommage à Mahsa Amini, étudiante iranienne de 22 ans morte des suites de son arrestation par la police des mœurs pour « port de vêtements inappropriés ». 
En 2024, Othmane défile pour la présentation haute couture automne-hiver de Jean-Paul Gaultier.  

## Biographie
Othmane Dahmane est né le 25 avril 1998 à Pau, en Nouvelle-Aquitaine d’une mère marocaine et d’un père algérien. À l’adolescence, en raison de sa silhouette androgyne et de ses choix de vie personnels, sa famille coupe les ponts : « J’ai longtemps menti à mes parents car je ne voulais pas les décevoir. À leurs yeux, je n’étais pas ‘normal’, surtout vis-à-vis du ‘qu’en dira-t-on' ». Othmane monte alors à Paris pour vivre librement sa passion dans le milieu artistique. Aujourd’hui l’artiste androgyne s’est affranchi et accepte indifféremment la qualification au masculin et au féminin.  

## Repères artistiques
Dans le film Mon CRS de Marc Martin, Othmane interprète une diva pailletée qui, sur scène, trouble un CRS campé par Mathis Chevalier. 
Sur le tournage du film, qui se déroule à LaVallée-Bruxelles, la RTBF rencontre Othmane et lui consacre un portrait diffusé le 17 mai 2022 au JT du soir de la Une à l’occasion de la Journée Mondiale contre l’homophobie et la transphobie : Othmane, l’appel d’un artiste à la tolérance. « J’espère que je pourrai changer les codes pour certaines personnes en donnant plus de visibilité à des gens comme moi. » Le reportage est réalisé par Anne Pollard, Louisa Gherdaoui et Paul Peeters.
Le 21 mai 2022, toujours à Bruxelles, Othmane fait ses premiers pas sur scène devant 120 000 personnes sur le podium Mont des Arts de la Belgian Pride. En compagnie de Mathis Chevalier, il y interprète Mon CRS, reprise du titre créé par Annie Cordy en 1977. Dans sa voix non binaire, les paroles originales humoristiques prennent un sens politique : « Dans la bouche d'une personne trans et non-binaire, la chanson prend une nouvelle dimension, devenant une sorte d'hymne queer en même temps qu'un appel au respect entre la communauté LGBTQI+ et le corps policier » écrit Florian Ques dans Têtu.
Le 12 novembre 2022, Othmane est présent à Bruxelles pour la projection en avant-première du film Mon CRS au festival Pink Screens. À Paris, il partage la couverture du magazine LGBTQI+ Strobo avec Mathis Chevalier. Avec lui et le réalisateur Marc Martin, Othmane prend part aux débats organisés après les projections au festival Chéries-Chéris les 25 et 29 novembre aux cinémas MK2 Quai de Seine et Beaubourg. Othmane déclare à Grazia : « Je croise les doigts pour que ma présence dans ce film finisse par rendre mes parents fiers de moi. Mon prochain single va s’appeler ‘Bandit’ car pour eux, aujourd’hui je reste toujours un bandit ». 
En avril 2023, Othmane présente Liberté Chérie, adaptation française du titre Baraye. Son créateur, le chanteur iranien Shervin Hajipour, a été arrêté à la suite de la publication de ce titre. Il est désormais réduit au silence. Othmane s'est senti particulièrement concerné par le sujet en raison de ses propres choix stylistiques et vestimentaires. Dans la voix d’Othmane, les paroles françaises résonnent avec ses origines orientales et ses choix de vie personnels. Au-delà du genre et des frontières. Une prière pour qu'un jour toutes les personnes vivent en paix dans l'amour et l'amitié.
Le 2 décembre 2023, Othmane a fait partie des artistes invités à se produire sur la scène du Grand Rex à Paris à l'occasion de l'avant première du film "Renaissance" de Beyoncé. Les 2700 personnes présentes dans la salle l'ont acclamé debout.
Le single Soldat, sorti le 26 janvier 2024, fait partie de la playlist du week-end du magazine Têtu.
Son titre Qui je suis, qui parle de sa différence en s’adressant à sa mère (paroles Othmane, musique Nicolas Bénier) est publié le 20 mai 2024.

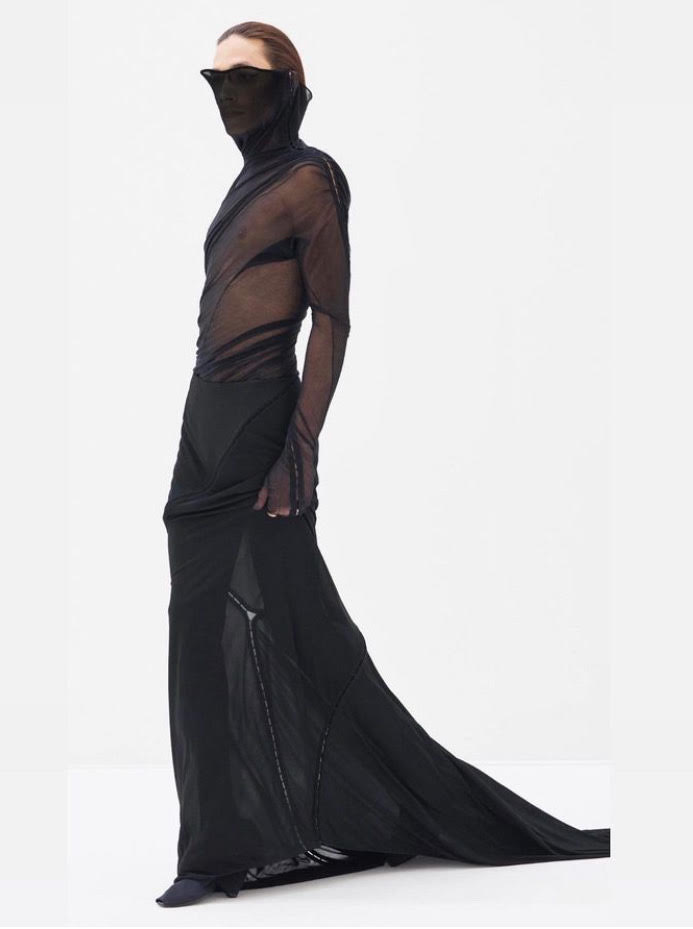
Othmane défile pour la collection haute couture automne-hiver 2024-2025 de Jean-Paul Gaultier le 27 juin 2024.

Le 27 juin 2024, Othmane défile à l’occasion de la présentation de la collection haute couture automne-hiver 2024-2025 de Jean-Paul Gaultier. Une collection, sous la houlette de Nicolas Di Felice présentée comme le passage à l'âge adulte rendant hommage à l'histoire de JP Gaultier célébrant l'individualité.